# کلیسای مقبره مقدس

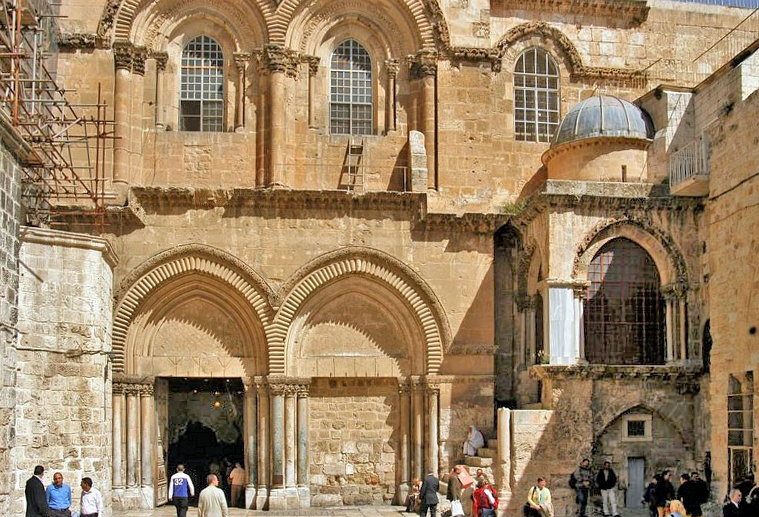
تصویری از ورودی اصلی کلیسای مقبره مقدس در اورشلیم.

کلیسای مقبره مقدس (به انگلیسی: Church of the Holy Sepulchre) (به لاتین: Sanctum Sepulchrum) همچنین در برخی زبان‌ها، مشهور به کلیسای رستاخیز (به یونانی: Ναός της Αναστάσεως) (به عربی: کنیسة القیامة) (به ارمنی: Սուրբ Հարություն) یا کلیسای مزار مقدس، نام یکی از مقدس‌ترین اماکن مذهبی مسیحیان است که در انتهای خیابان ویا دولوروسا، در بخش باستانی شهر اورشلیم و بر فراز دره جلجتا قرار گرفته‌است. هر یک از سه شاخه مسیحی کلیسای کاتولیک، ارتودوکس‌های شرقی و کلیسای ارامنه کنترل قسمتی از کلیسای مقبره مقدس را در اختیار دارند و دعا و نیایش خود را در ساعتهای مختلف روز و شب برگزار می‌کنند.
بر باور مسیحیان، عیسی مسیح در جایی که اکنون کلیسای قبر مقدس بر روی آن قرار گرفته، مصلوب گشته و از آنجا به آسمان عروج کرده‌است. در زیرزمین کلیسای قبر مقدس، مکانی قرار دارد که بر پایه داده‌های کتاب‌های عهد جدید، قبر عیسی مسیح درآنجا واقع شده‌است. کلیسای مرقد مقدس از بناهای با اهمیت مذهبی اورشلیم است. سالیانه میلیون‌ها زائر مسیحی از سراسر جهان برای زیارت به این مکان مقدس سفر می‌کنند.

## تاریخچه
در سال ۳۲۵، کلیسای مقبره مقدس به دستور کنستانتین، امپراتور روم که به آئین مسیح گروید، در اورشلیم بنا شد.
در مه ۶۱۴ بعد از میلاد در دوره ساسانی، خسرو پرویز اورشلیم را تصرف کرده و صلیب راستین را به غنیمت گرفت و با خود به ایران برد. در سال ۶۳۰ بعد از میلاد هراکلیوس پس از باز پس‌گیری شهر، کلیسا را باز سازی کرده و نیز با پیمانی که با شیرویه پسر خسرو پرویز که با قتل پدر توانسته بود به پادشاهی برسد، بست، توانست صلیب را پس گرفته و به اورشلیم بازگرداند.
حاکم بأمرالله، ششمین خلیفه فاطمی آن را در سال ۱۰۰۹ ویران کرد، اما صلیبیون در سده ۱۲ میلادی، کلیسا را دوباره ساختند. در سال ۱۸۱۰ کلیسا آتش گرفت و تمام آن بجز «محراب مقدس» از بین رفت.
روحانیون سه شاخه مسیحیت که در این کلیسا کار، نیایش و موعظه می‌کنند، با هم در رقابتند، هر یک بشدت از محدوده خود محافظت می‌کند و تمام امور آن مثل نگهداری و نظافت و مراقبت را در دست خود نگه می‌دارند. اختلافات بر سر مالکیت میان شاخه‌های مختلف مسیحی به حدی است که هیچ‌یک از شاخه‌های فوق، اختیار تعمیرات کلیسای مقدس را ندارند. برای نمونه، یک نردبان چوبی بر روی طاقچه‌ای بر بالای در ورودی اصلی کلیسا، از سده نوزدهم میلادی تاکنون به همان وضعیت باقی‌مانده‌است، چون طرفین نمی‌توانند بر سر این مسئله توافق کنند که چه کسی حق پائین‌آوردن این نردبان را دارد. در سال ۱۸۵۲، مقامات عثمانی که بر سرزمین‌های مقدس حکومت می‌کردند برای پایان دادن به مناقشه دائمی در کلیسا، مجموعه‌ای از مقررات و قوانین بسیار اکید را وضع کردند که تا به امروز به همان شدت و حدت پابرجاست.
هم‌اکنون مرکز اصلی کلیسای ارتدوکس شرقی در بخشی از کلیسای مقبره مقدس قرار دارد. همچنین صومعه دیر السلطان، هزار سال پیش بر روی بخشی از پشت بام کلیسای اصلی ساخته شد. این صومعه شامل اتاق‌های کوچک ساده‌ای است که از سال ۱۸۰۸ میلادی توسط راهبان ارتودوکس اتیوپیایی اشغال شده‌است.

## محراب
محراب مقدس، از ستون‌ها، چراغ‌های پیه‌سوز و شمع‌های عظیم تشکیل شده‌است. محراب در جایی ساخته شده که مسیحیان عقیده دارند بدن عیسی مسیح پس از به صلیب کشیده شدن، در آنجا تدفین، در کفن پوشانده و دفن شده‌است.
فاصله این محراب با محل به صلیب کشیده شدن پیامبر مسیحیان چند صد متر بیشتر نیست. بریتانیایی‌ها در سال ۱۹۴۷ برای تقویت بنا، بر روی محراب کلیسا، یک سازه فلزی بزرگ ساختند.

## نگارخانه

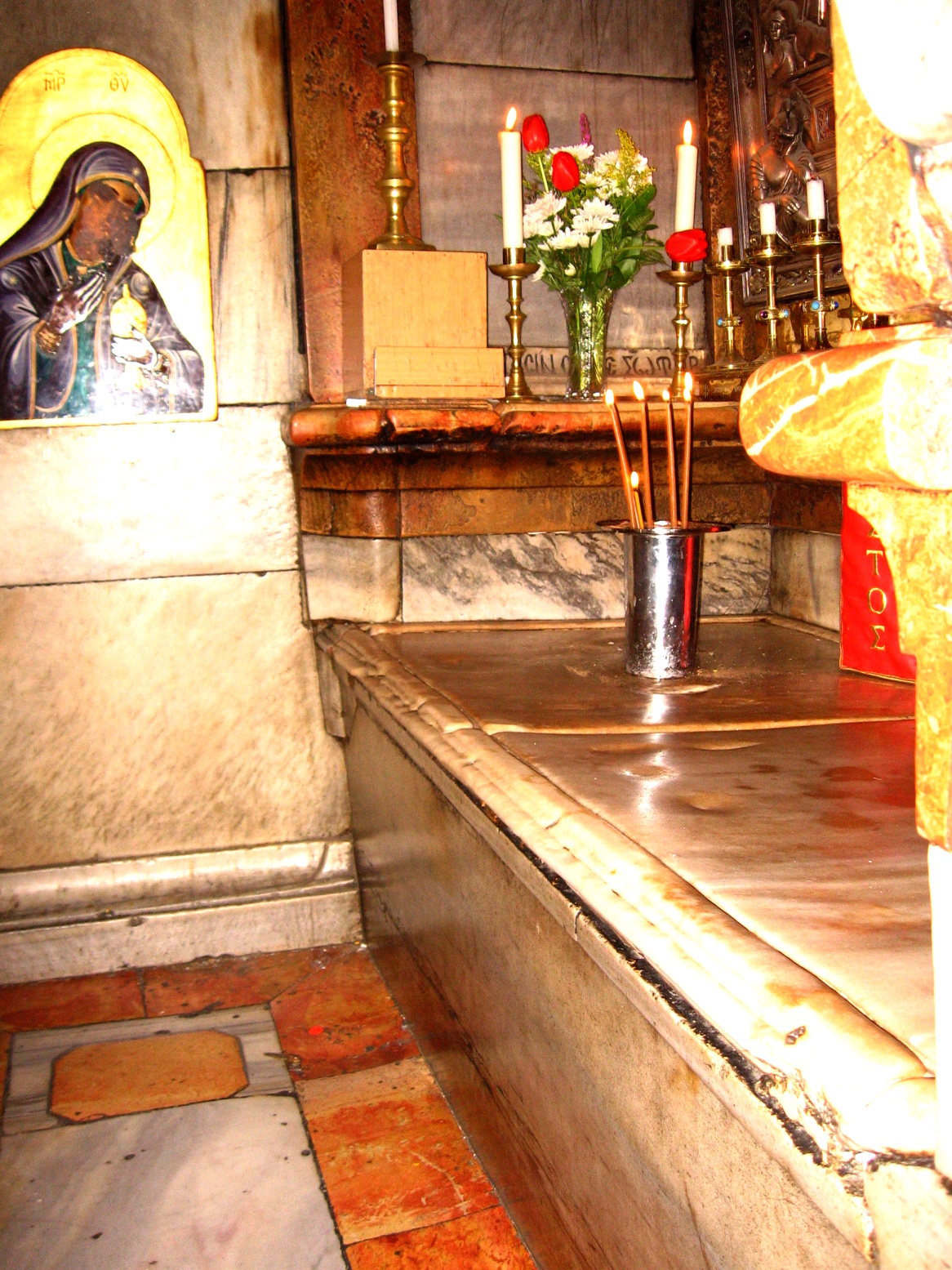
تصویری از مقبره منتسب به عیسی مسیح در کلیسای مقبره مقدس
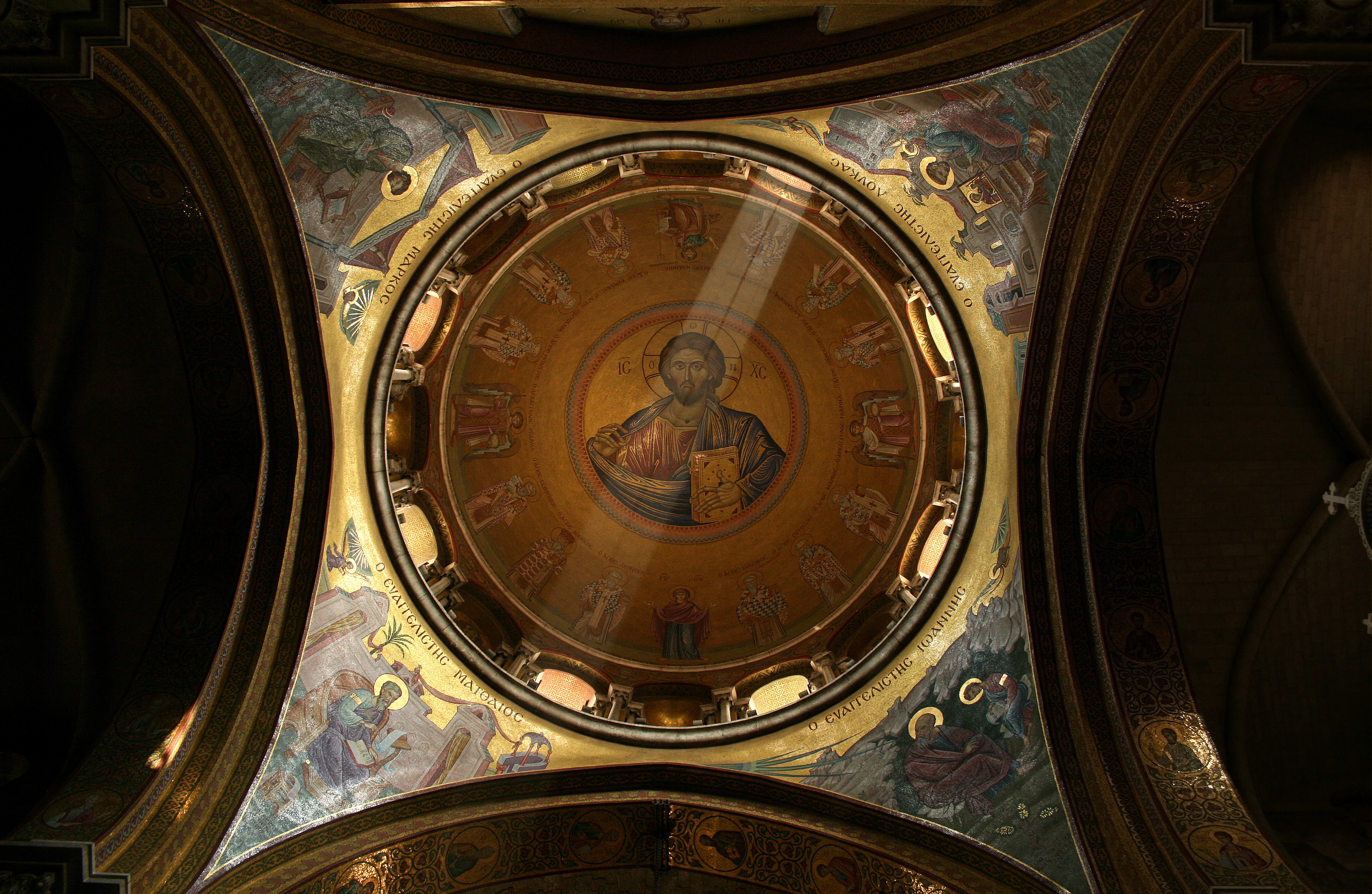
گنبد درونی محراب کلیسای مقبره مقدس
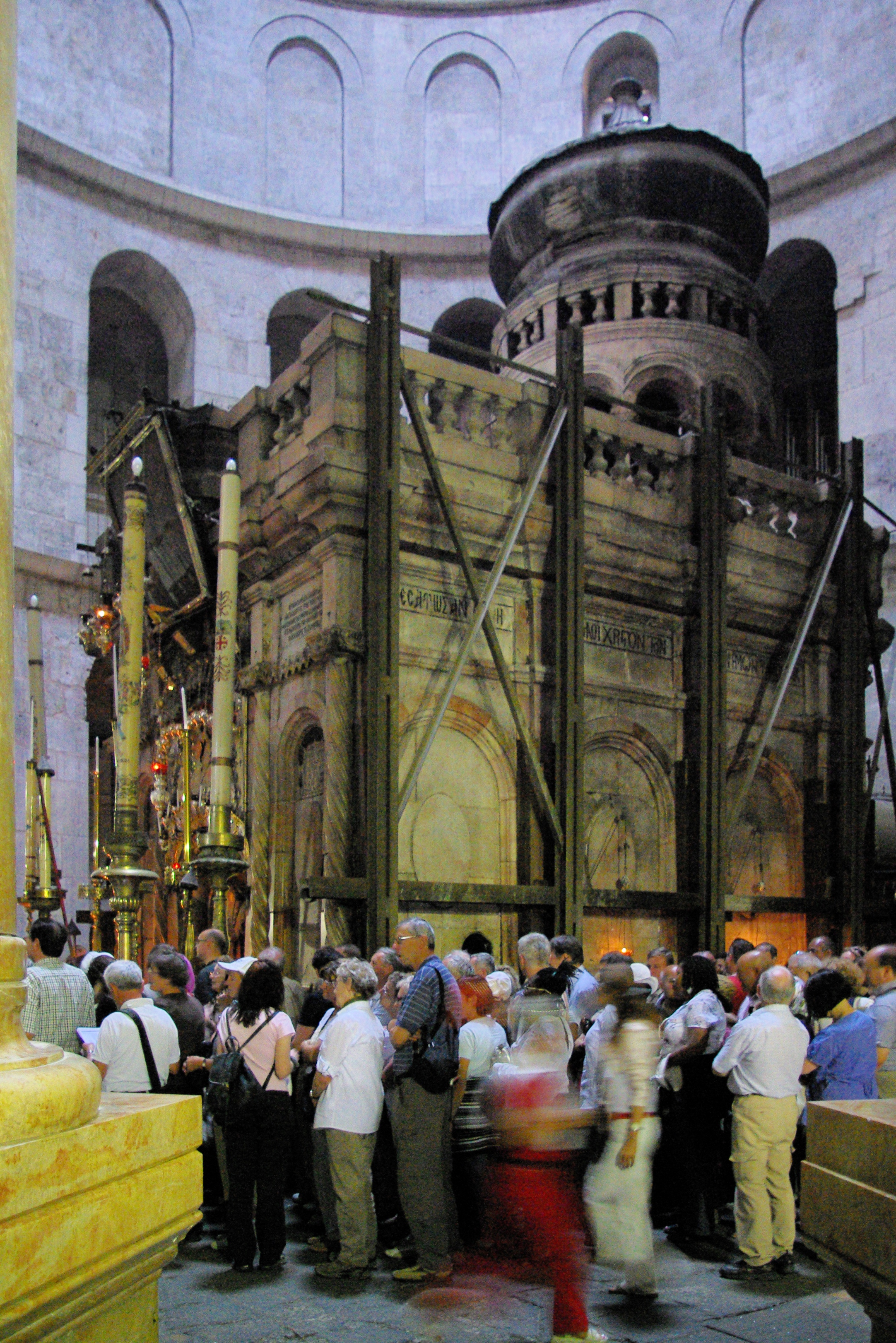
محراب آرامگاه عیسی مسیح
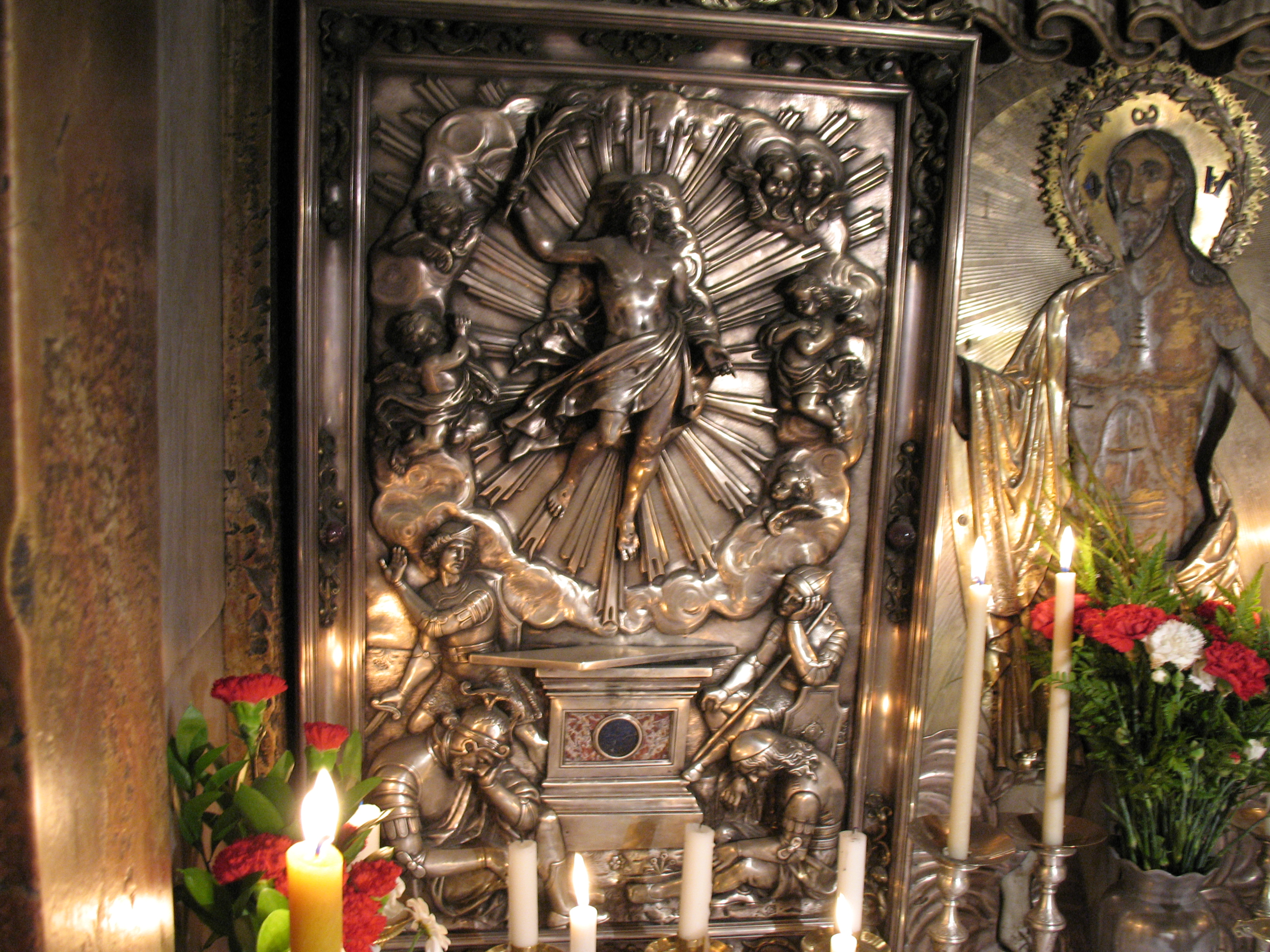

- ]] در مقبره عیسی مسیح
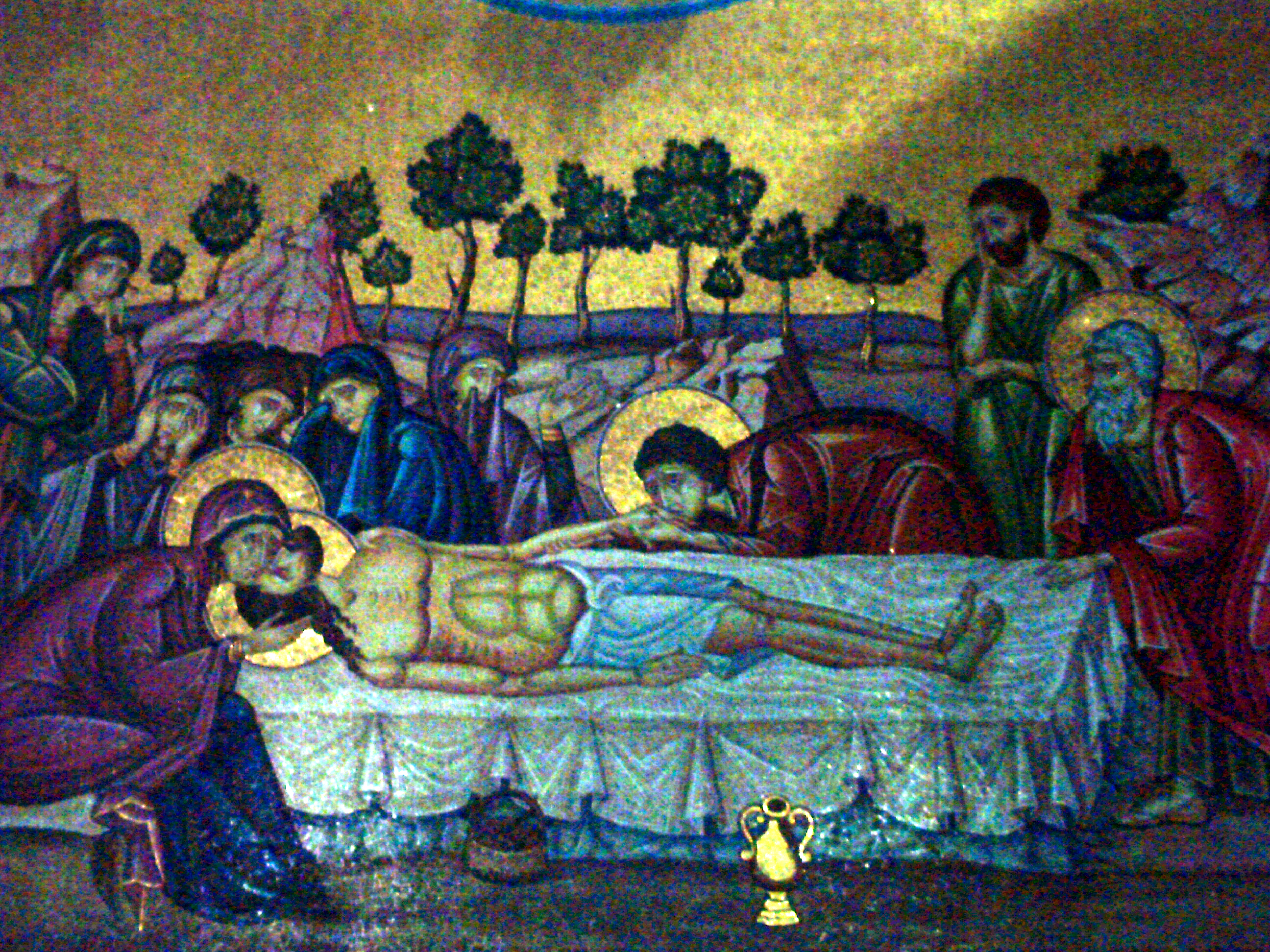
Painting of Christ after death, opposite the Stone of Anointing
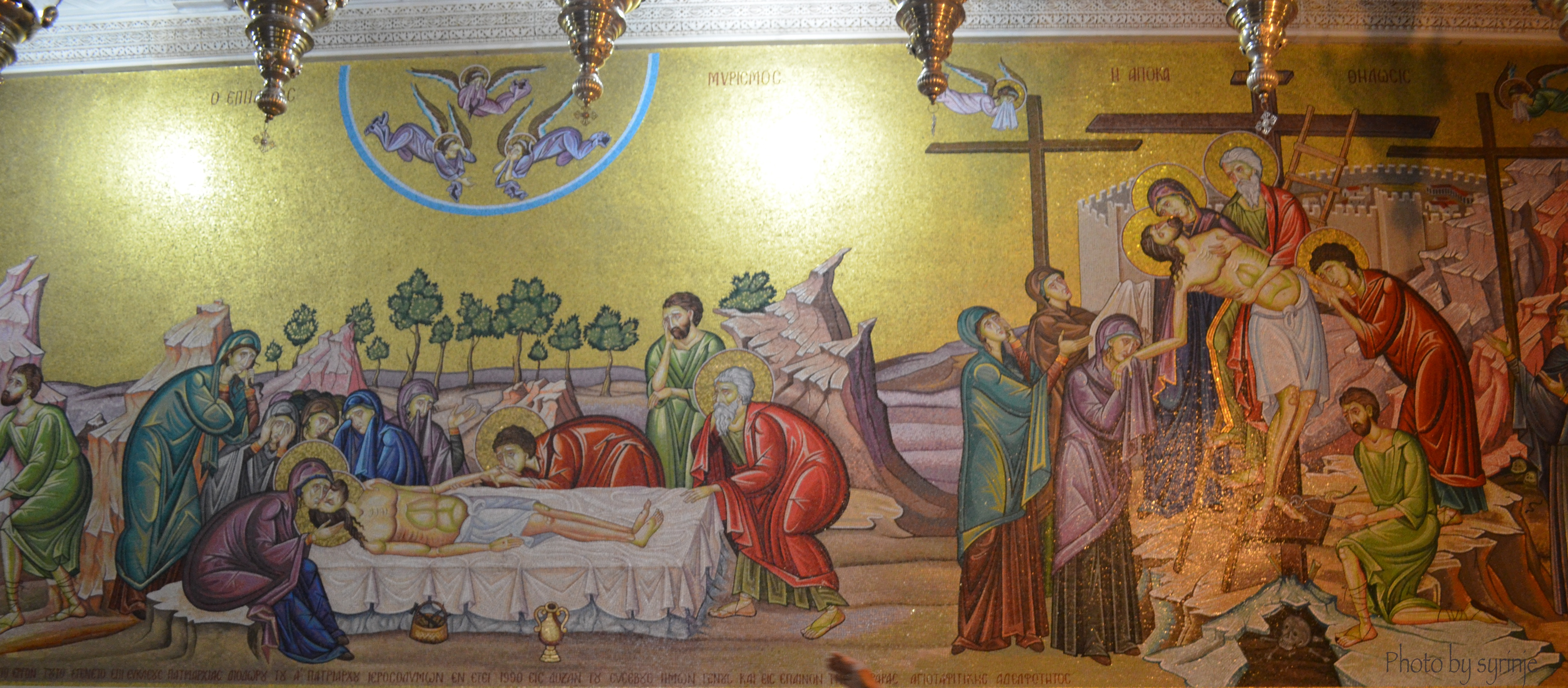
A wider view of the painting near the Stone of Anointing
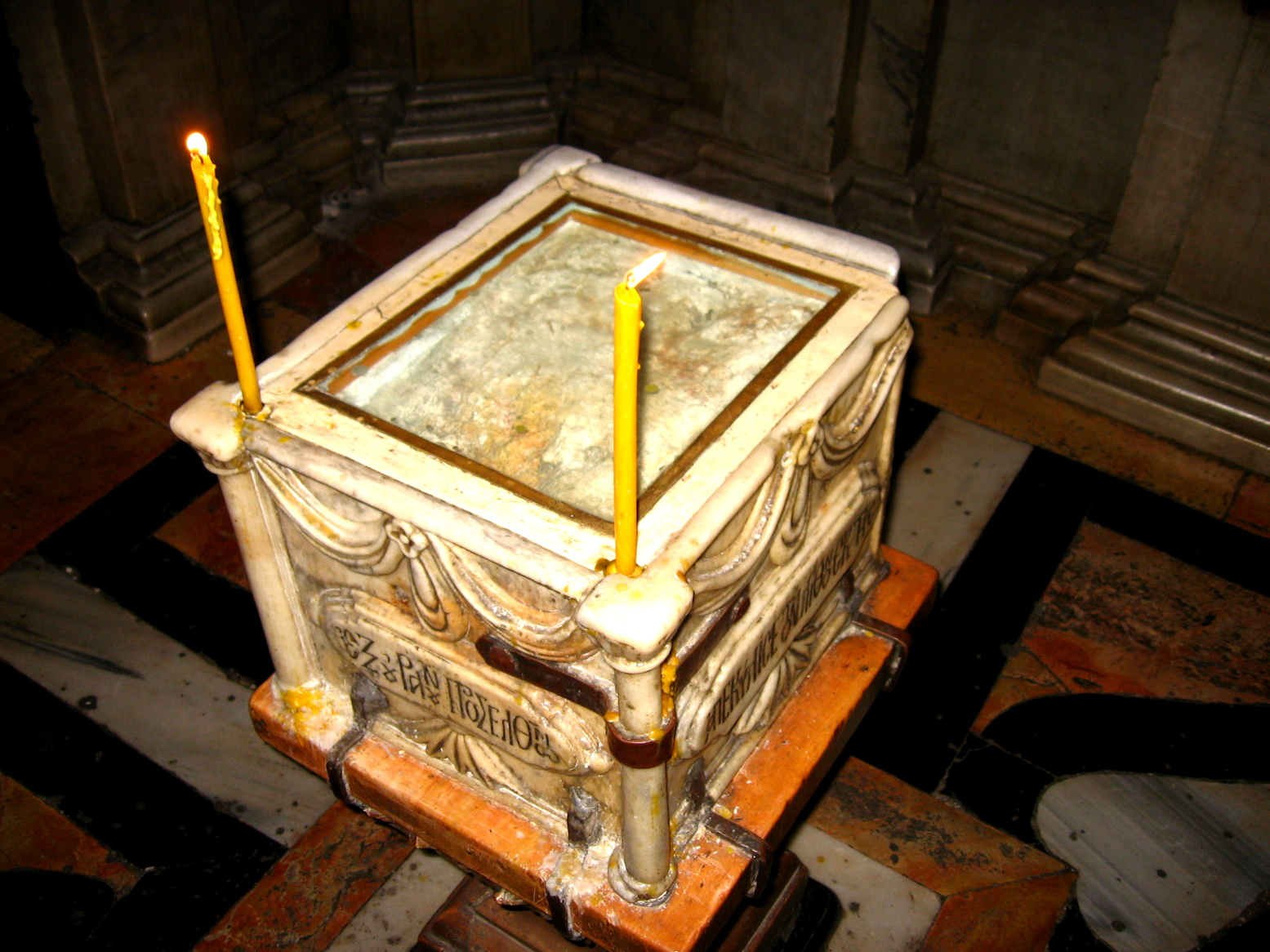
The Angel's Stone
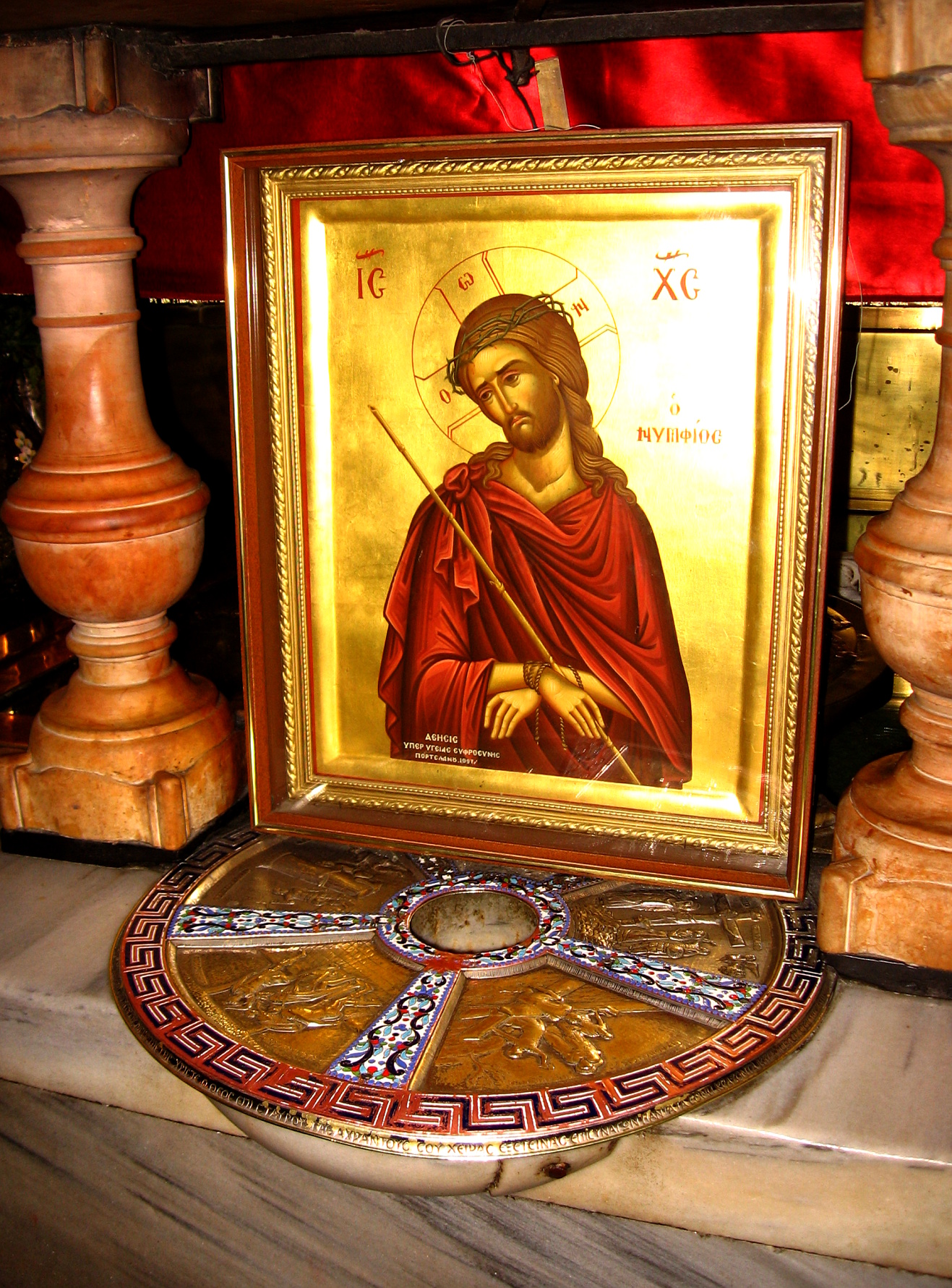
The place where it is believed Jesus died, now under the Eastern Orthodox altar on Calvary
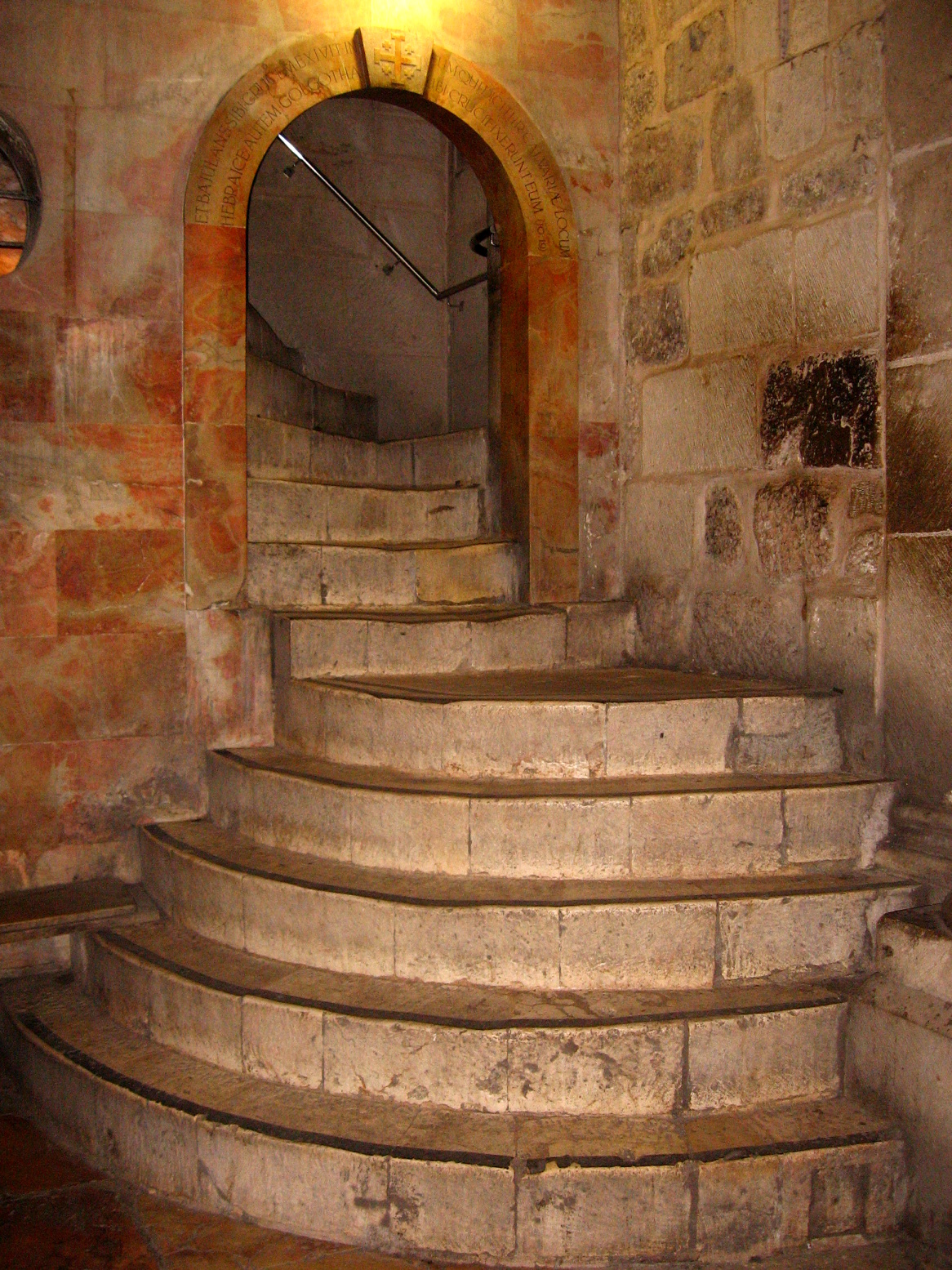
Stairway to Golgotha
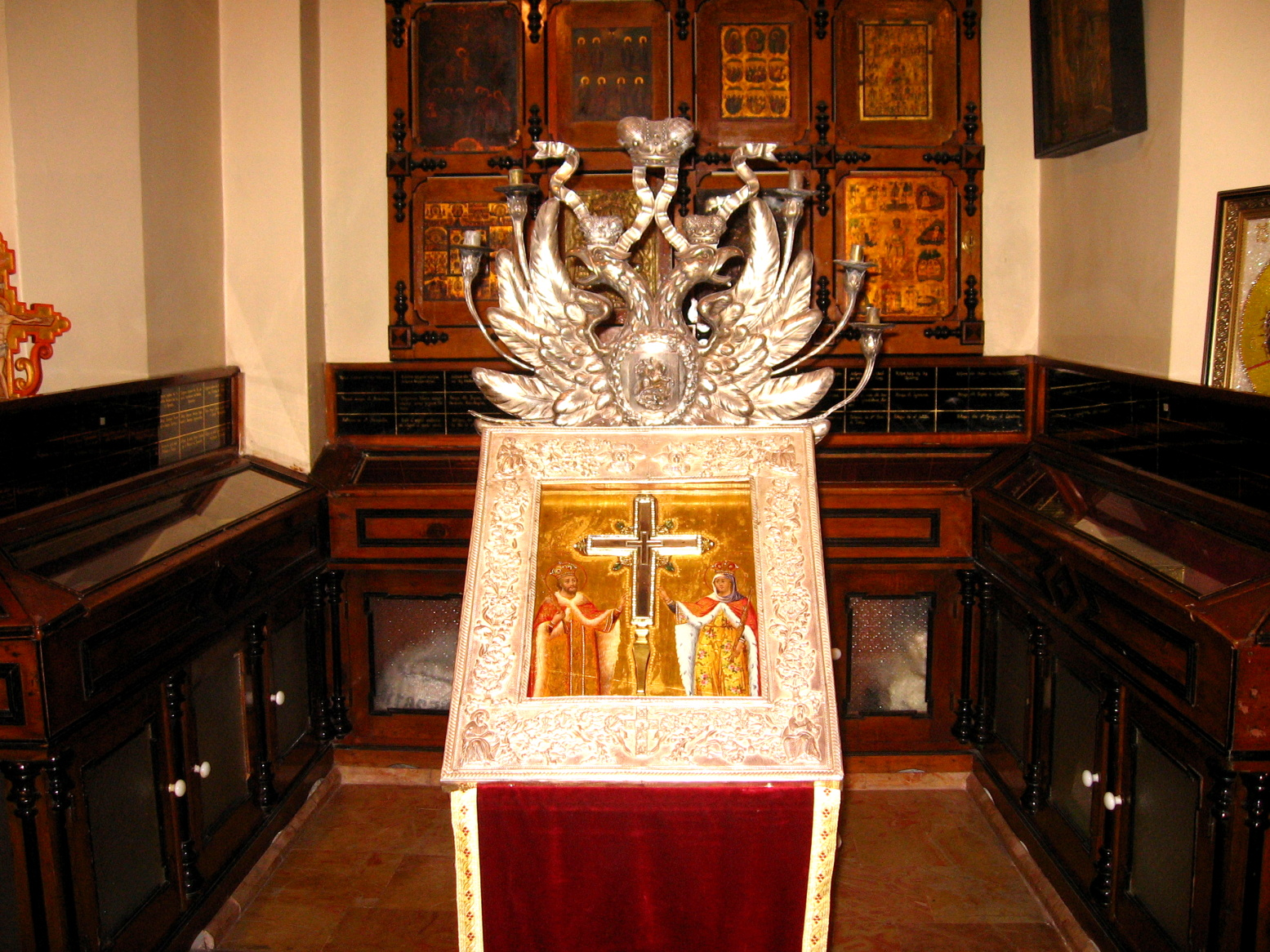
یادگاردان صلیب راستین در کلیسای مقبره مقدس